# アンソニー・ウェイン

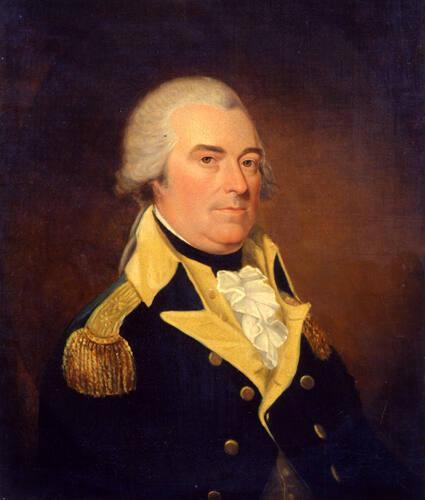
アンソニー・ウェイン

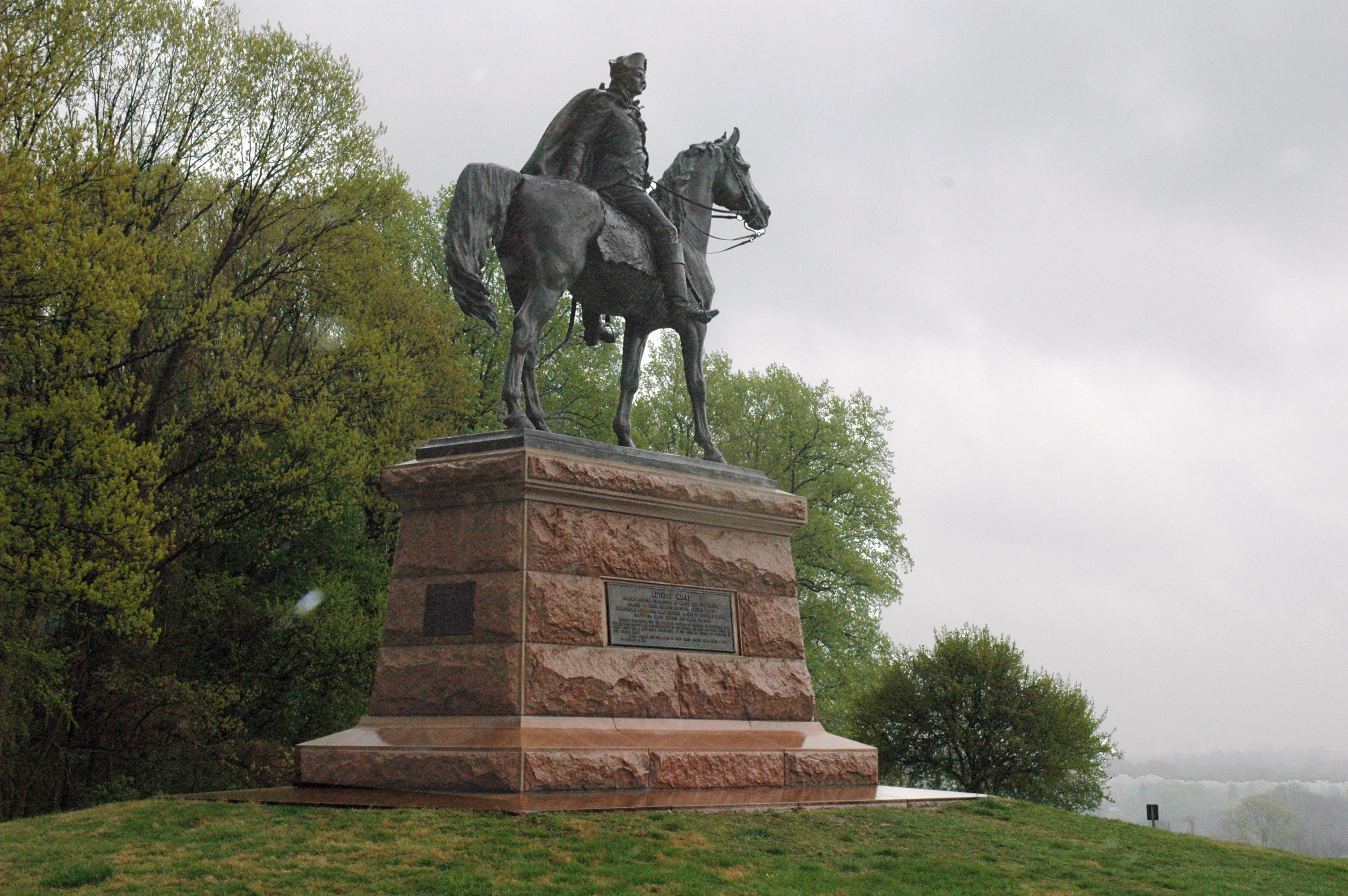
バレーフォージに立つウェインの銅像

アンソニー・ウェイン（Anthony Wayne、1745年1月1日 - 1796年12月15日）は、アメリカ陸軍の将軍であり、政治家である。ウェインはアメリカ独立戦争の開始と共に軍隊での経歴を積み始め、その手柄や激しい個性によって准将の位まで昇り、"マッド・アンソニー"という渾名も貰った。北西インディアン戦争を終結させるフォールン・ティンバーズの戦いを率いたことで名声を残した。映画俳優ジョン・ウェインの名前のもとになったことでも有名である。

## 生い立ちとアメリカ独立戦争
ウェインは、ペンシルベニア州のチェスター郡にあるイーストタウン（今日のペンシルベニア州パオリの近く）で、アイザック・ウェイン (1699-1774)の子供として生まれ、フィラデルフィアの叔父が経営する私立学校で測量技師としての教育受けた。ウェインは、ベンジャミン・フランクリンやその共同経営者達の所有するノバスコシアの土地の調査を1年間行った後、ウェインの父親の経営する皮なめし工場で働きながら測量技師の仕事も続けた。ウェインはチェスター郡の指導者となり、ペンシルベニア議会議員を1774年から1775年まで務めた。
1775年、独立戦争の開戦と共に民兵を集め、1776年には第4ペンシルベニア歩兵連隊の大佐になった。ウェインとその連隊は大陸軍のカナダ侵攻作戦に参加したが、この作戦は失敗に終わり、タイコンデロガ砦では疲労困憊した部隊を指揮することになった。その後の軍功が認められ、1777年2月21日には准将に昇進した。
後にウェインは、ブランディワインの戦い、パオリの戦いおよびジャーマンタウンの戦いでペンシルベニア部隊の指揮を執った。バレーフォージでの冬季宿営の後に、モンマスの戦いで攻撃隊を率いた。この戦いの時、ウェインの部隊は数的に勝るイギリス軍に釘付けにされ、しかも攻撃隊指揮官のリー将軍は撤退してしまった。しかし、ウェインはワシントンが送った援軍に救出されるまで持ち堪えた。この筋書きは1年後の南部戦線でも再現されることになった。
独立戦争におけるウェインの軍功の極みは、おそらく1779年7月15日のニューヨーク植民地ストーニーポイントの戦いでの勝利であった。その日の夜半、ウェインの指揮する軽装歩兵部隊が、ハドソン川南部を支配するために崖の上に造られた防塁ストーニーポイントを守備していたイギリス兵に対し、銃剣のみの攻撃を30分間続けて打ち破った。この作戦の成功で、当時敗北の連続であった軍隊の士気を高揚させる効果があった。大陸会議はこの勝利に対してウェインにメダルを贈って顕彰した。
これに続いて、ニューヨークのウエストポイントとバージニア植民地のグリーンスプリングの戦いでの勝利によって、ウェインは大胆な指揮官としての評価が高まった。1781年にイギリス軍がヨークタウンの戦いで降伏した後、ウェインは南部に転戦し、ジョージア植民地でイギリスと同盟するインディアン種族と戦った。ウェインはクリーク族とチェロキー族の両者と平和条約の交渉を行い、このことに対しジョージアは大きな米作プランテーションを贈って報奨とした。ウェインは1783年10月10日に少将に昇進した。

## 政歴
独立戦争が終了すると、ウェインはペンシルベニアに戻り、1784年にはペンシルベニア議会議員を務めた。その後、ジョージアに移って軍功の報奨に贈られた土地に入植した。1788年にはアメリカ合衆国憲法を批准する州会議の代議員となった。
1791年、ウェインはジョージア州選出のアメリカ合衆国下院議員として、第2合衆国議会に出席したが、ウェインの住民資格に関する議論で議席を失い、次の1792年の選挙での再選出馬を辞退した。

## 北西インディアン戦争

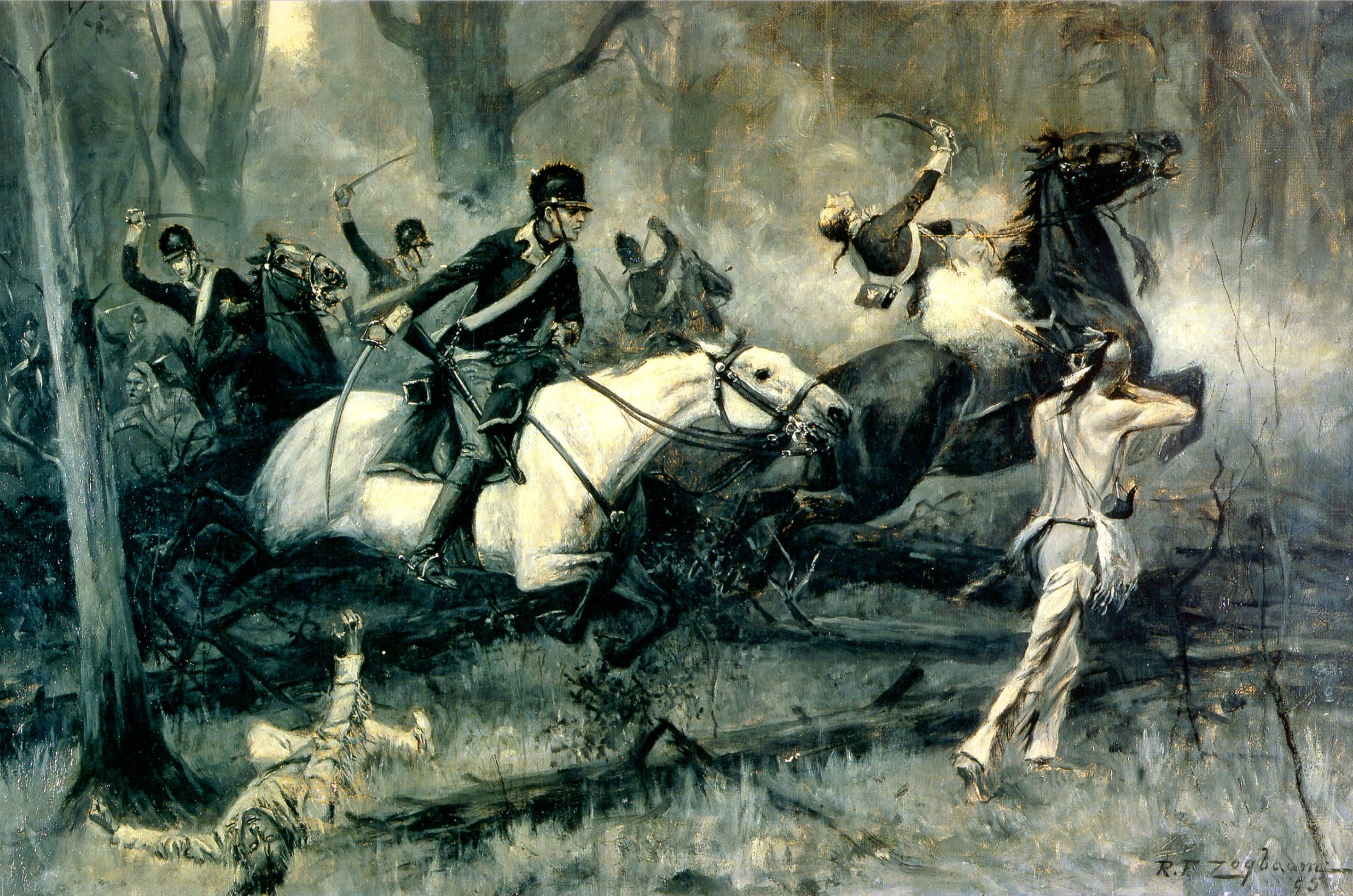
フォールン・ティンバーズの戦い

ジョージ・ワシントン大統領が、合衆国にとっては悲観的な状況が続いていた北西インディアン戦争における遠征隊を統率させるために、市民生活を送っていたウェインを再招集した。北西部領土において多くのインディアンがイギリスの側に付いて独立戦争を戦っていた。1783年のパリ条約で戦争が終わると、イギリスは北西部領土を合衆国に割譲した。しかし、インディアンに対しては何の相談もなかったので、この地域の併合に対して反抗した。マイアミ族、ショーニー族、デラウェア族およびワイアンドット族の連合軍が、ショーニー族のブルージャケットやマイアミ族のリトルタートルの指導によって、1790年と1791年にアメリカ軍を打ち破っていた。インディアンは、パリ条約に規定されていたこの地域の砦の放棄を拒んでいたイギリス軍に後押しされ、物資的な支援も受けていた。
ワシントンは、この遠征のために新たに結成した合衆国陸軍の指揮官にウェインを据えた。ウェインはその軍隊を職業的軍隊に養成するためにリージョンビルに基本訓練施設を設けた。ウェインはその後オハイオに移動し、作戦の基地となるリカバリー砦を築いた。
インディアン同盟の指導者と目されるリトルタートル酋長が、ウェイン将軍に「決して眠るな」と警告し、敗北は避けられないぞと脅した。リトルタートルは戦いよりもむしろ交渉を勧めた。たぶんこのためにブルージャケットが戦闘では戦士の指導者に選ばれた。1794年8月20日、現在のオハイオ州トレドの真南、ペリスバーグでのフォールン・ティンバーズの戦いで、ウェインはブルージャケットの同盟軍に攻撃を仕掛け、決定的な勝利を奪って戦争そのものを終わらせた。戦闘は比較的小さな小競り合いではあったが、多くのインディアン戦士は気が挫け集落を捨てた。その直ぐ後に、イギリス軍はジェイ条約で北西部領土の砦を放棄した。ウェインはインディアン種族同盟と合衆国との間のグリーンビル条約の交渉にあたり、1795年8月3日には調印された。
ウェインはデトロイトの軍事基地からペンシルベニアに戻る途中の1796年12月15日、痛風から合併症を引き起こして亡くなり、今日のペンシルベニア州エリーのプレスク・アイル砦に埋葬された。ウェインの遺体は1809年に掘り出され、残っていた肉片を熱湯で落とした後に、ペンシルベニア州ラドノアのセントデービッド・エピスコパル教会墓地の家族の地所に移された。伝説では遺体を運ぶ途中、今日の州道PA-322の路上で多くの骨が失われ、毎年1月1日（ウェインの誕生日）、ウェインの幽霊が失われた骨を求めて道路を彷徨うという。

## 遺産
ウェインが行ったことは、正規兵新兵に対する基礎訓練を行った最初の試みであった。リージョンビルの訓練施設はこの目的のために初めて設けられたものだった。
グリーンビル条約はウェインのインディアン種族同盟に対する軍事的成功によってもたらされたものであり、合衆国は現在のオハイオ州を確保し、オハイオ州が1803年に合衆国の州として組み込まれる道筋をつけた。
ウェイン将軍が"マッド・アンソニー" ウェインと渾名されたのは、彼が兵士に2時間半以下の睡眠しか与えなかったからだと言われている。
ジョージ・ワシントンは、ウェインが外交的に縺れたときには手ぬるいことを承知で、インディアン問題の最後の切り札として"マッド・アンソニー" ウェインを起用した。
ウェインの息子アイザック・ウエインはペンシルベニア州選出のアメリカ合衆国下院議員となった。

### ウェインの名前に因んだ場所、施設など
ウェインの名前に因んだ多くの自治区域や施設がある。特にウェインが戦ったオハイオ州、ミシガン州、インディアナ州には多い。以下はその例である。
- 郡、市、町、地域共同体、川
  - ペンシルベニア州ウェイン郡
  - ペンシルベニア州ウェインズバーグ市
  - ペンシルベニア州ウェインズボロ市
  - ペンシルベニア州ウェイン地域共同体
  - イリノイ州ウェイン郡
  - イリノイ州ウェイン市
  - イリノイ州ウェイン村
  - ミシガン州ウェイン郡
  - ミシガン州ウェイン市
  - ミズーリ州ウェイン郡
  - ミズーリ州ウェインズビル町
  - ネブラスカ州ウェイン郡
  - ネブラスカ州ウェイン市
  - ノースカロライナ州ウェイン郡
  - ノースカロライナ州ウェインズビル町
  - ニューヨーク州ウェイン郡
  - ウエストバージニア州ウェイン郡
  - ジョージア州ウェイン郡
  - ジョージア州ウェインズボロ市
  - インディアナ州ウェイン郡
  - インディアナ州フォートウェイン市
  - バージニア州ウェインズボロ市
  - ニュージャージー州ウェインズビル町
  - オハイオ州ウェイン郡
  - オハイオ州ウェインズフィールド村
  - オハイオ州フーバーハイツ市内の元ウェイン町
  - オハイオ州ウェインズビル村
  - 現在のオハイオ州リバーサイドの元マッドリバー・タウンシップおよびマッドリバー・タウンシップ地域学区
  - オハイオ州デイトンのグレート・マイアミ川支流マッド川
  - オハイオ州ウェイン国立の森

- 事業、学校、構造物
  - アンソニー・ウェイン小学校、オハイオ州デファイアンス
  - ウェイン砦、インディアナ州フォートウェイン市
  - ウェイン砦、ミシガン州デトロイト市
  - アンソニー・ウェイン・リクリエーション地域、ニューヨーク州ハリマン州立公園
  - アンソニー・ウェイン吊り橋、オハイオ州トレド市中心街近く
  - アンソニー・ウェインの道、オハイオ州トレド市
  - ウェイン高校、インディアナ州フォートウェイン市
  - アンソニー・ウェイン学区、オハイオ州ホワイトハウス市。その足を高く上げて進むマーチングバンドはジェネラルズ（将軍）として知られている。
  - アンソニー・ウェイン映画館、ペンシルベニア州ウェイン
  - 元アンソニー・ウェイン銀行、インディアナ州フォートウェイン市
  - ウェイン州立大学、ネブラスカ州ウェイン市
  - ウェイン州立大学、ミシガン州デトロイト市
  - ウェイン高校、オハイオ州フーバーハイツ市
  - ウェインズフィールド-ゴーシェン学校、オハイオ州ウェインズフィールド村
  - ウェイン中等学校、ペンシルベニア州エリー市
  - アンソニー・ウェイン道路、ミシガン州デトロイト市
  - アンソニー・ウェイン中等学校、ニュージャージー州ウェイン町
  - アンソニー・ウェイン・レストラン、ニュージャージー州ウェイン町
  - アンソニー・ウェイン通り、ニューヨーク州タイコンデロガ
  - アンソニー・ウェイン通り、オハイオ州シンシナティ市
  - ノース&サウス・ウェイン通り、オハイオ州ロックランド村
  - アンソニー・ウェイン理髪店、オハイオ州モーミー市
  - ウェイン将軍小学校、ペンシルベニア州パオリ市
  - マッド・アンソニー・ビール、エリー・ブルーイング・カンパニーの製品
  - ウェイン・コーポレーション、スクールバスの製造者、元はウェイン・アグリカルチャル・ワークス、後にウェイン・ワークス
  - AWS, インディアナ州フォートウェイン、障害者や視覚障害者のためのリハビリテーション施設、元アンソニー・ウェイン・リハビリテーション・センター
  - ジェネラル・ウェイン・イン、ペンシルベニア州メリオン
  - メイジャー・ジェネラル・アンソニー・ウェイン、イギリスのサザンプトンを基地とするアメリカ海軍のタグボート
  - フォートウェイン・マッド・アンツ、NBAデベロップメント・リーグのバスケットボールチーム。ニックネームの"Mad Ants"はウェインの渾名("Mad Anthony")から取られ、チームの命名コンテストで優勝した。

### 大衆文化
ウェインの遺産はアメリカの大衆文化にも拡がってきた。
- 男優マリオン・ロバート・モリソンは、1930年の初主演作「ビッグ・トレイル」を監督したラオール・ウォルシュによって、アンソニー・ウェインという芸名を貰ったが、フォックス・スタジオがジョン・ウェインに変えた。ジョン・ウェインは153本の映画で142本の主役を演じた。
- 漫画家ビル・フィンガーはバットマンのもう一つの顔をブルース・ウェインと名付けた。連載のある版ではウェイン将軍がブルースの先祖ということになっている。
- J・D・サリンジャーの小説「ライ麦畑でつかまえて」では、想像上のペンシー・プレップ高校で教師の一人スペンサー先生が、アンソニー・ウェイン通りのキャンパスから通り向かいに住んでいる。
- アン・リナルディの歴史小説「朝の乗馬」(A Ride into Morning)の主人公はアンソニー・ウェインである。
- 外輪蒸気船「The Gen. "Mad" Anthony Wayne」は1850年4月にエリー湖でトレドからバッファローに向かう途中で沈んだ。83人の乗客・船員の中、38人が死んだ。2007年6月21日、アマチュアの難破船探索家トマス・コワルシクが発見したと報じられた。